# Présentéisme
Ne doit pas être confondu avec Présentisme.
Le présentéisme, au sens le plus strict et par opposition à l'absentéisme, est le fait d’être assidûment présent, notamment au travail.
Dans un sens plus courant, le présentéisme est un mot-valise à connotation négative qui fait écho à différentes acceptions :
- le présentéisme contemplatif ou absentéisme moral consiste à être présent au travail mais à faire autre chose que travailler pour son employeur ;
- le présentéisme stratégique consiste à rester tard le soir pour se faire bien voir en montrant sa motivation au travail ;
- le surprésentéisme (sickness presenteeism) consiste à travailler même quand son état de santé est dégradé et exigerait un arrêt maladie[2] ;
- Surprésentéisme désigne aussi parfois le fait de faire des heures supplémentaires sans être payé. En 2006 en France il concernerait plus de 50 % des salariés[3].

## Taux de présentéisme
Dans sa définition classique, le taux de présentéisme représente le nombre de présents effectifs rapporté au nombre de présents attendus. Ce taux est le complémentaire à 100 % du taux d’absentéisme (c’est-à-dire que la somme de ces deux taux vaut 100 %).

## Présentéisme et productivité
Une autre signification venue d’Amérique du Nord, désigne le fait d’être physiquement présent au travail sans avoir la productivité attendue, que ce soit dû au salarié ou à l'organisation (sous-occupation). La baisse de productivité du salarié peut avoir de multiples raisons :
- personnelles : maladie aiguë ou chronique, problèmes personnels extérieurs à l'entreprise ;
- en relation avec le travail : démotivation ou fatigue due à une surcharge de travail, un manque de reconnaissance, des relations conflictuelles dans le travail…

La présence du salarié malgré une maladie, ou malgré une sous-occupation, peut être favorisée par des mesures de l'entreprise (prime d'assiduité, heures supplémentaires, etc.).
En Europe du Nord : « rester aussi longtemps (de 7 à 20 h) est synonyme d'inefficacité. Ça veut dire qu'on ne sait pas s'organiser ». De plus, le présentéisme ferrait perdre chaque année plus de 225 milliards d'euros aux entreprises.
Au Japon, la pratique de la sieste sur le lieu de travail (en), appelée inemuri (居眠り) est répandue. Elle est généralement perçue positivement, comme signe que l'employé a atteint l'épuisement par son investissement au service de l'entreprise,.

## Santé et historique
En 2004, en France, un médecin du SNPST (Syndicat national des professionnels de la santé au travail) signale dans l'industrie un « présentéisme » des salariés, « Des gens malades, malades du travail, viennent travailler. Ce phénomène nouveau s'accentue considérablement depuis dix ou quinze ans, avec la mise en place du flux tendu dans les entreprises (...) »
En 2008 en France, dans un dossier intitulé « Le stress, maladie du « travailler plus » » paru dans L'Humanité, qui informe que « Un quart des arrêts de travail de 2 à 4 mois sont dus à des facteurs psycho-sociaux », un consultant de chez Khaler Communication France, société de conseil qui intervient dans la prévention du stress, estime que « pour une absence, il existe en moyenne quatre cas de présentéisme. Les gens sont là physiquement, mais leur tête est ailleurs. »
Plus rarement, le mot présentéisme peut être utilisé de façon par un employeur, par exemple en 2010 en France, concernant la direction de Toyota automobiles : « Au bout de cinq arrêts (maladie) dans l’année, l’ouvrier reçoit un courrier type lui reprochant son manque d’efforts en matière de « présentéisme » et la désorganisation de la production. S’il est de nouveau arrêté plusieurs fois, deuxième courrier, avec menace de procéder à son remplacement définitif. La troisième étape est le licenciement. »
La France est le pays d’Europe au taux de surprésentéisme le plus élevé.